# Gabriela Lasalle Gratacós
Gabriela Lasalle Gratacós (Esplugues de Llobregat, 12 de setembre de 2006) és una corredora de muntanya de llarga distància.
Va néixer el 12 de setembre de l'any 2006 a Esplugues De Llobregat, un municipi d'Espanya pertanyent a la província de Barcelona, on actualment resideix amb els seus pares. Lasalle és campiona mundial de Skyrunning i una gran promesa del Kilòmetre Vertical tant a escala nacional com internacional. Va estudiar a l'escola Costa i Llobera de Barcelona i entrena amb l'Escola Trail Barcelona.

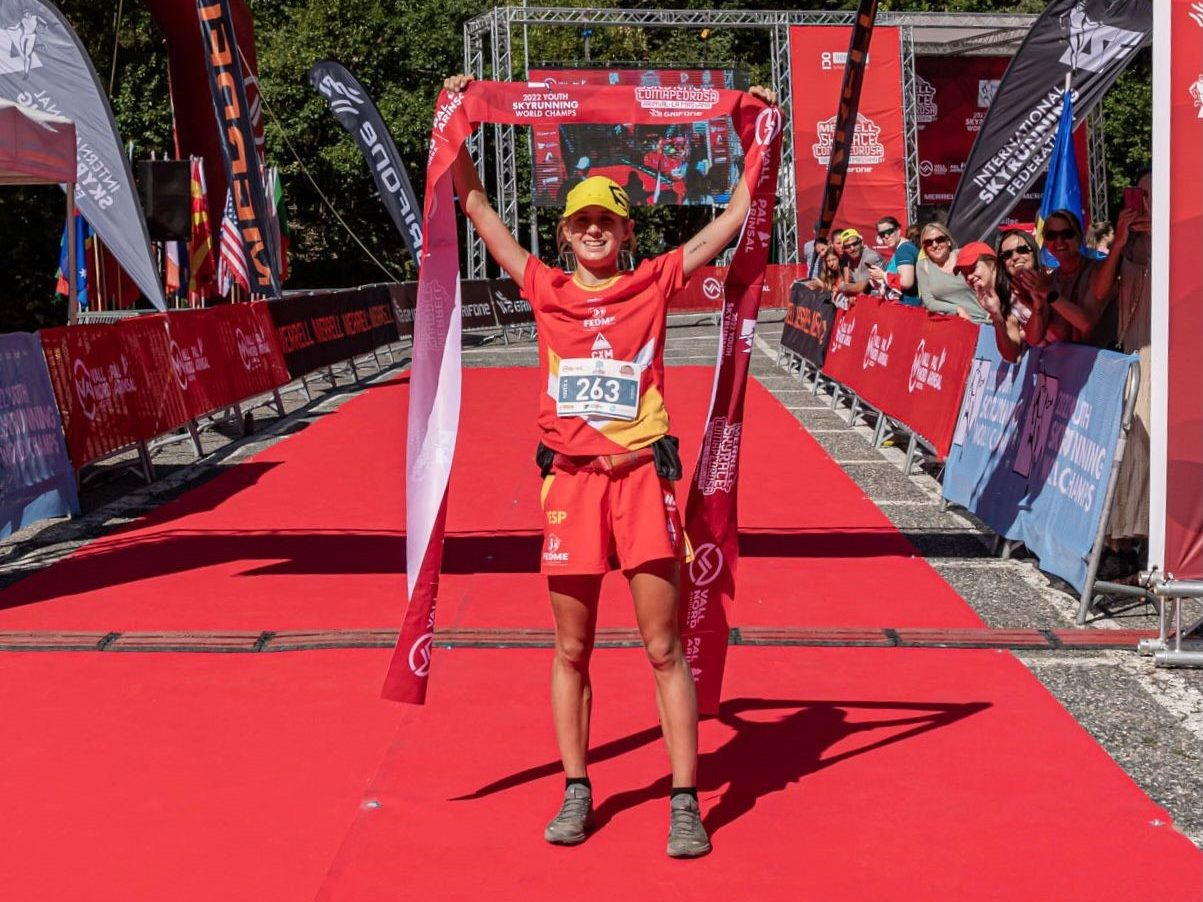
Blog, P. Polar Campeona del Mundo de Skyrunning: Gabriela Lasalle.

La seva passió pel Trail running va néixer quan amb només 6 anys va començar a córrer amb el seu pare. Tan bon punt va ser més gran ja corria tota sola. La jove corredora de muntanya sentia que gaudia corrent i sobretot competint, i de seguida que li va començar a anar bé en les carreres tot va començar a fluir. Des de ben petita, amb tan sols deu anys, ja participava en curses d'adults de 10 i 12 km de distància. Aquesta trail runner, en comptes d'anar augmentant la distància de les curses segons l'edat, es va formar començant amb curses llargues i va agafar experiència sense cap mena de pressió. Finalment, l'any 2021 va baixar a la seva categoria. Per tant, es pot dir que la seva formació ha estat inversa a la que solen rebre els corredors de la seva edat.
Des dels inicis, Lasalle combinava el Trail running i el Bàsquet, però va ser el 2021 quan va decidir deixar el Bàsquet de banda durant un temps per dedicar-se al màxim a la seva gran passió, les curses de muntanya. Va ser aquest mateix any quan, després de la pandèmia, l'esportista va proclamar-se Campiona de Catalunya de Curses per Muntanya i de Kilòmetre Vertical, guanyant-se el dret a participar al Campionat d'Espanya, on va emportar-se la victòria i un pas directe per participar en l'estiu a Itàlia al Youth Skyrunning World Championships. Va ser en aquell campionat on, amb tan sols quinze anys, es va proclamar subcampiona mundial en sub-18 de Skyrunning a L'Aquila.
L'any 2021 quan encara no havia fet els catorze anys, es va convertir en Subcampiona del Món de Skyrunning U18, sent probablement l'atleta més jove en participar-hi. Aquest esdeveniment li va permetre adquirir una gran experiència de cara el 2022, any en el qual es va proclamar definitivament Campiona en El Mundial de Skyrunning celebrat a Andorra.
Des de Gener de 2021, la Gabriela Lasalle forma part de l'equip Salomon Spain Next Gen, format per joves promeses del Trail i l'Skyrunning i la seva il·lusió, es poder participar algun any a les Golden Trail Series.